# Aleksandar Karakašević
Aleksandar Karakašević (né le 9 décembre 1975 à Zemun) est un pongiste serbe.

## Biographie
Il a remporté la médaille de bronze lors des championnats d'Europe 2011. Parmi ses résultats les plus significatifs, il a remporté à trois reprises le titre de l'U.S. Open organisé par l'USATT. Il a remporté le championnat d'Europe en double mixte à quatre reprises en 2000, 2005, 2007 et 2009, et a été champion de Yougoslavie à plusieurs reprises. Son meilleur classement mondial est n°51 en 2009. Il a participé aux Jeux olympiques de 1996, 2004 et 2008, et évolue dans le championnat allemand dans le club du SV Plüderhausen.